# Lechenich
Lechenich is een plaats in de Duitse gemeente Erftstadt, deelstaat Noordrijn-Westfalen, en telt 11.921 inwoners (2007).